# Saturnia conjuncta
Saturnia conjuncta är en fjärilsart som beskrevs av Gschwandner. 1923. Saturnia conjuncta ingår i släktet Saturnia och familjen påfågelsspinnare. Inga underarter finns listade.